# Proteína transportadora mitocondrial cerebral 1
La proteína transportadora mitocondrial cerebral 1 es una proteína que en humanos está codificada por el gen SLC25A14 .
Las proteínas de desacoplamiento mitocondrial (UCP) son miembros de la familia más grande de proteínas transportadoras de aniones mitocondriales (MACP). Las UCP separan la fosforilación oxidativa de la síntesis de ATP con energía disipada como calor, también conocida como la fuga de protones mitocondriales. Las UCP facilitan la transferencia de aniones desde la membrana mitocondrial interna a la externa y la transferencia de retorno de protones desde la membrana mitocondrial externa a la interna. También reducen el potencial de membrana mitocondrial en células de mamíferos. Las diferentes isoformas de UCP son específicas de tejido y no se conocen los métodos exactos de cómo las UCP transfieren H + / OH. Las UCP contienen los tres dominios homólogos de proteínas MACP. Este gen se expresa en muchos tejidos, mayoritariamente en cerebro y testículos. La proteína traducida tiene un dominio hidrófobo N-terminal que no está presente en otras UCP. Se han encontrado dos variantes de splicing para este gen.

## Otras lecturas
- Ricquier D, Bouillaud F (2000). «The uncoupling protein homologues: UCP1, UCP2, UCP3, StUCP and AtUCP.». Biochem. J. 345 (2): 161-79. PMC 1220743. PMID 10620491. doi:10.1042/0264-6021:3450161.
- Jezek P, Urbánková E (2000). «Specific sequence of motifs of mitochondrial uncoupling proteins.». IUBMB Life 49 (1): 63-70. PMID 10772343. doi:10.1080/713803586.
- Yu XX, Mao W, Zhong A, etal (2000). «Characterization of novel UCP5/BMCP1 isoforms and differential regulation of UCP4 and UCP5 expression through dietary or temperature manipulation.». FASEB J. 14 (11): 1611-8. PMID 10928996. doi:10.1096/fj.14.11.1611.
- Kim-Han JS, Reichert SA, Quick KL, Dugan LL (2001). «BMCP1: a mitochondrial uncoupling protein in neurons which regulates mitochondrial function and oxidant production.». J. Neurochem. 79 (3): 658-68. PMID 11701769. doi:10.1046/j.1471-4159.2001.00604.x.
- Yang X, Pratley RE, Tokraks S, etal (2002). «UCP5/BMCP1 transcript isoforms in human skeletal muscle: relationship of the short-insert isoform with lipid oxidation and resting metabolic rates.». Mol. Genet. Metab. 75 (4): 369-73. PMID 12051969. doi:10.1016/S1096-7192(02)00008-2.
- Strausberg RL, Feingold EA, Grouse LH, etal (2003). «Generation and initial analysis of more than 15,000 full-length human and mouse cDNA sequences.». Proc. Natl. Acad. Sci. U.S.A. 99 (26): 16899-903. PMC 139241. PMID 12477932. doi:10.1073/pnas.242603899.
- Clark HF, Gurney AL, Abaya E, etal (2003). «The secreted protein discovery initiative (SPDI), a large-scale effort to identify novel human secreted and transmembrane proteins: a bioinformatics assessment.». Genome Res. 13 (10): 2265-70. PMC 403697. PMID 12975309. doi:10.1101/gr.1293003.
- Gerhard DS, Wagner L, Feingold EA, etal (2004). «The status, quality, and expansion of the NIH full-length cDNA project: the Mammalian Gene Collection (MGC).». Genome Res. 14 (10B): 2121-7. PMC 528928. PMID 15489334. doi:10.1101/gr.2596504.
- Ross MT, Grafham DV, Coffey AJ, etal (2005). «The DNA sequence of the human X chromosome.». Nature 434 (7031): 325-37. PMC 2665286. PMID 15772651. doi:10.1038/nature03440.
- Ho PW, Chu AC, Kwok KH, etal (2007). «Knockdown of uncoupling protein-5 in neuronal SH-SY5Y cells: Effects on MPP+-induced mitochondrial membrane depolarization, ATP deficiency, and oxidative cytotoxicity.». J. Neurosci. Res. 84 (6): 1358-66. PMID 16941493. doi:10.1002/jnr.21034.
- Yasuno K, Ando S, Misumi S, etal (2007). «Synergistic association of mitochondrial uncoupling protein (UCP) genes with schizophrenia.». Am. J. Med. Genet. B Neuropsychiatr. Genet. 144 (2): 250-3. PMID 17066476. doi:10.1002/ajmg.b.30443.

 Este artículo incorpora texto de la Biblioteca Nacional de Medicina de  los Estados Unidos, que se encuentra en el dominio público. 
- Datos: Q7390805